# Бартоломе Кальво
Бартоломе Кальво Діас де Ламадрид (ісп. Bartolomé Calvo Díaz de Lamadrid; 24 серпня 1815 — 2 січня 1889) — колумбійський правник, журналіст і державний діяч, в. о. президента Гранадської Конфедерації в квітні-липні 1861 року.

## Біографія
Народився 1815 року в Картахені-де-Індіас. Рано став сиротою. Вивчав право в Університеті провінції Магдалена, потім став журналістом. Працював у газетах «La Civilización» і «La República», потім переїхав до провінції Панама, де став видавцем і редактором «El Correo del Istmo». Трохи згодом отримав пост головного редактора «La Estrella de Panamá» (іспаномовної версії тримовної газети «The Daily Star & Herald»), однак його погляди розійшлись із поглядами власників, через що його було звільнено.
Після того Бартоломе Кальво працював у державних структурах провінції, а 1856 року зайняв пост губернатора Панами. 1858 року було ухвалено нову Конституцію, що перетворила Нову Гранаду на Гранадську конфедерацію та запровадила пост генерального інспектора країни, який і зайняв Кальво. 5 травня він виїхав до Боготи.
Громадянська війна, що спалахнула 1860 року, внеможливила проведення президентських виборів, тому коли 31 березня 1861 року завершився президентський термін Маріано Оспіни, від 1 квітня, відповідно до Конституції, президентом країни став генеральний інспектор Бартоломе Кальво. Однак урядові сили програвали війну, 18 липня 1861 року повстанські війська під проводом Томаса Сіпріано де Москери взяли Боготу, а Кальво був заарештований і перевезений до Картахени.
З ув'язнення Кальво вдалось утекти до Пуерто-Рико, а 1867 року він переїхав до Еквадору, де жив його брат Хуан Антоніо. Разом вони почали видавати «Los Andes» — першу газету в Гуаякілі.
1876 року Кальво був висунутий кандидатом у президенти Колумбії, втім програв вибори.
Помер 1889 року в Кіто.